# صابون‌ماهی‌های گرمسیری
صابون‌ماهی‌های گرمسیری (نام علمی: Rypticus) نام یک سرده از زیرخانواده هامور است.